# Sibel Taşçıoğlu
Sibel Taşçıoğlu (Bursa, 28 de julio de 1976) es una actriz y actriz de voz turca, conocida por interpretar el papel de Şermin Yaman Arcan en la serie Bir Zamanlar Çukurova.

## Biografía
Sibel Taşçıoğlu nació el 28 de julio de 1976 en Bursa (Turquía), desde temprana edad mostró inclinación por la actuación.

## Carrera
Sibel Taşçıoğlu se graduó del Departamento de Teatro del conservatorio estatal de la Universidad de Estambul. A la edad de diecinueve años obtuvo su primera experiencia actoral, participando en la obra infantil Tılsım, que se exhibió en el teatro estatal de Bursa. En 1997 recibió su formación, ganando el departamento de teatro de la Universidad de Estambul.
De 2000 a 2003, actuó en las obras de teatro Yan Etkili Konuşmalar, Tekrar Çal Sam y Apaçık. En 2007 participó en la obra Anna Karenina en el teatro Kenter. También hace doblaje en películas animadas. De 2013 a 2015 interpretó al personaje Nevin en la serie Medcezir. En 2018 interpretó el papel de Meral Atman en la película Bizim İçin Şampiyon dirigida por Ahmet Katiksiz. De 2018 a 2022 fue elegida para interpretar el papel de Şermin Yaman Arcan en la serie emitida en ATV Bir Zamanlar Çukurova y donde actuó junto a actores como Hilal Altınbilek, Uğur Güneş, Murat Ünalmış, Vahide Perçin y Furkan Palalı.

## Vida personal
Sibel Taşçıoğlu está casada con Murat Kolçak Köstendil desde 2016.

## Filmografía

### Actriz

#### Cine
- Son Mektup, dirigida por Özhan Eren (2015)
- Bizim İçin Şampiyon, dirigida por Ahmet Katiksiz (2018)

#### Televisión
- Çiçek taksi – serie de televisión (1995)
- Aksam günesi – serie de televisión (1999)
- Evdeki Yabancı – serie de televisión (2000)
- Karakolda ayna var – serie de televisión (2000)
- Ekmek teknesi – serie de televisión (2002)
- Berivan – miniserie de televisión (2002)
- Anne babamla evlensene – serie de televisión (2002)
- Mühürlü güller – serie de televisión (2003)
- Yadigar – serie de televisión (2004)
- Belali Baldiz – serie de televisión (2005)
- Aci günler, dirigida por Halil Tekay – película para televisión (2005)
- Gözyasi çetesi – miniserie de televisión (2006)
- Gönül salincagi – serie de televisión (2007)
- Pulsar – serie de televisión (2008)
- Kapaliçarsi – serie de televisión (2009-2010)
- Medcezir – serie de televisión (2013-2015)
- Kehribar – serie de televisión (2016)
- Muhteşem Yüzyıl Kösem – serie de televisión (2016-2017)
- Kizlarim için – serie de televisión (2017-2018)
- Bir Zamanlar Çukurova – serie de televisión (2018-2022)

### Actriz de voz

#### Cine
- Rus Gelin, dirigida por Zeki Alasya (2003)

#### Televisión
- İnanılmaz Aile – serie animada (2004)
- Robinson Ailesi – serie animada (2007)
- El increíble Hulk – serie animada (2008)
- Prenses ve Kurbağa – serie animada (2009)
- Alice Harikalar Diyarında – serie animada (2010)
- Robin Hood – serie animada (2010)
- Hediye Operasyonu – serie animada (2011)
- Sucker Punch – serie animada (2011)

## Teatro
- Tılsım - Çocuk Oyunu, dirigida por Tayfun Orhon, en el teatro estatal de Bursa (1995)
- Taziye, dirigida por Mehmet Birkiye, en el Conservatorio estatal de Estambul (1998)
- Amphitryon 2000, dirigido por Haldun Dormen, Conservatorio estatal de la Universidad de Estambul (2000)
- Kaç Baba Kaç, dirigida por Haldun Dormen, Conservatorio estatal de la Universidad de Estambul (2001)
- Arzu Tramvayı, dirigida por Yıldız Kenter, en el Conservatorio Estatal de la Universidad de Estambul (2001)
- Yan Etkili Konuşmalar, dirigida por Tufan Karabulut, en el Teatro Fora (2002)
- Tekrar Çal Sam, dirigida por Tufan Karabulut, en el teatro Fora (2003)
- Apaçık, dirigida por Tufan Karabulut, en el teatro Fora (2003)
- Anna Karenina, dirigida por Mehmet Birkiye, en el teatro Kenter (2007)
- Nakşidil Sultan, dirigida por Mahmut Gökgöz, en el teatro Ayna (2012)
- Ölüm Diyalogları, dirigida por Ali Altuğ, en el teatro Si's (2013)
- Mükemmel, dirigida por Ali Altuğ, en el teatro Si's (2014)
- Abide-i Aşk, dirigida por Dilek Türker, en el teatro Ayna (2015)
- İstanbul'un Gözleri Mahmur, dirigida por Hakan Altıner, en el teatro Ayna (2017)

## Comerciales
- İş Bankası
- Eti Form
- Bellona
- Anadolu Sigorta

## Premios y reconocimientos
Premio Golden Caretta, Chipre del Norte
| Año  | Categoría                             | Trabajo               | Resultado | Notas                               |
| ---- | ------------------------------------- | --------------------- | --------- | ----------------------------------- |
| 2022 | Mejor actriz de reparto de televisión | Bir Zamanlar Çukurova | Ganadora  | Con Polen Emre y Yeliz Doğramacılar |